# Selenarctia elissoides
Selenarctia elissoides är en fjärilsart som beskrevs av Rothschild 1909. Selenarctia elissoides ingår i släktet Selenarctia och familjen björnspinnare. Inga underarter finns listade.